# Европейски път Е851
Европейски път Е851 е международен път част от Европейската пътна мрежа. Започва от Петровац, Черна гора и свършва в Прищина, Косово. Дължината му е 295 km.
Пътят минава през: Петровац – Бар – Улцин – Шкодра – Призрен – Прищина.